# Mitsubishi G7M
Mitsubishi G7M «Taizan» (яп. 泰山 - «Тайзан» («Велика гора»)) - проєкт дальнього бомбардувальника Імперського флоту Японії періоду Другої світової війни.

## Історія створення
На початку 1940-х років бомбардувальники, які були на озброєнні Японії, не могли перетнути Тихий океан. Mitsubishi G4M, хоча й мав дальність польоту 6000 км, але цього було недостатньо, щоб завдати ударів по США чи у глибині СРСР. Тому у 1941 році командування ВПС Імперського флоту Японії сформулювало технічні вимоги 16-Сі на розробку дальнього бомбардувальника. У завданні були тільки дві вимоги: швидкість не менше 580 км/г і дальність польоту не менше 7 300 км. Завдання було доручене фірмі Mitsubishi. Проєкт отримав внутрішнє позначення K-60.
Кіро Хонде запропонував чотиримоторний варіант літака, але цей проєкт був відхилений флотом. Тоді Кідзіро Такахасі запропонував двомоторний варіант з 24-циліндровими двигунами водяного охолодження Nu потужністю 2 200 к.с. Літак мав бути середньопланом, ніс машини був повністю засклений, двигуни розміщувались в мотогондолах обтічної форми. У верхній частині фюзеляжу були розміщені 2 турелі із захисним озброєнням. Ще 2 вогневі установки розміщувались в задній та нижній частині фюзеляжу. Озброєння складалось з двох 20-мм гармат «Тип 99» та двох 7,7-мм кулеметів «Тип 99».
Шасі було тристійкове, з носовою стійкою, що були рідкістю серед японських бомбардувальників. За розрахунками, літак мав розвивати швидкість 555 км/г та дальність 6412 км, що при зменшенні бомбового навантаження дозволяло виконати вимоги технічного завдання.
Але через початок німецько-радянської війни став неможливий експорт в Японію верстатів та необхідного обладнання для виготовлення двигунів, тому цей проєкт не мав шансів на завершення.
У цій ситуації Кіро Хонде запропонував двомоторний літак, який базувався на G4M. Було вирішено використовувати 18-циліндрові двигуни Mitsubishi MK10A (Ha-42-11) потужністю 2 000 к.с. Літак був середньопланом із суцільнометалевим фюзеляжем, лише елерони та рулі керування були обшиті полотном. Захисне озброєння мало бути потужнішим, ніж у G4M і складалось з двох 20-мм гармат «Тип 99», двох 13,2-мм кулеметів «Тип 2» та двох 7,7-мм кулеметів «Тип 1». За розрахунками, літак мав мати швидкість 518 км/г і дальність 5 559 км.
У 1942 році проєкт був закінчений, і Mitsubishi побудувала повнорозмірний дерев'яний макет для продувки в аеродинамічній трубі. Але у цей час флот видав специфікацію 17-Сі на розробку бомбардувальника. Роботи були доручені фірмі Kawanishi. Проєкт отримав позначення K-100 (деякі джерела вказують, що проєкт мав позначення G9K, інші - що літак розроблявся за специфікацією 19-Сі, але ці твердження не підтверджені). Проєкт K-100 був готовий улітку 1943 року, і флот розглянув обидва варіанти. До цього часу в проєкт G7M були внесені подальші зміни, зокрема, посилене захисне озброєння (7,7-мм кулемети «Тип 1» планувалось замінити на 13,2-мм кулемети «Тип 2»). Частково через це розрахункова дальність польоту зменшилась.
Аналіз проєктних характеристик обох літаків показав, що жоден з них не задовольняє вимогам технічних завдань 16-Сі та 17-Сі. Стосовно G7M відзначалось, що більша частина озброєння розташована у фронтальній площині, що зменшувало захист літака в боковій та задній площинах, а також, що його характеристики лише ненабагато кращі за G4M.
Крім того, флот видав замовлення на чотиримоторний бомбардувальник із дальністю польоту 8 800 км, здатний долетіти в одну сторону з Токіо до Лос-Анджелеса. Перший такий літак, Nakajima G5N, розроблявся ще з 1938 року фірмою Nakajima на базі американського літака Douglas DC-4E. У цій ситуації Mitsubishi відклала всі роботи по G7M.
Але G5N виявився невдалим. Лише у 1944 році з'явився літак Nakajima G8N, який задовольняв вимогам специфікацій 16-Сі та 17-Сі. Але у цей час потреба в наддальніх бомбардувальниках вже повністю відпала, а всі зусилля були спрямовані на розробку та виготовлення винищувачів та перехоплювачів.

## Тактико-технічні характеристики

### Технічні характеристики
- Екіпаж: 7 чоловік
- Довжина: 20,00 м
- Розмах крила: 25,00 м
- Маса порожнього: 10 000 кг
- Маса спорядженого: 16 000 кг
- Двигуни: 2 x 18-циліндрові двигуни Mitsubishi MK10A (Ha-42-11)
- Потужність: 2 x 2 000 к. с.

### Льотні характеристики
- Максимальна швидкість: 544 км/г
- Практична дальність: 7 400 км

### Озброєння
- Гарматне: 2 × 20-мм гармати «Тип 99 Модель 2»
- Кулеметне: 6 × 13,2-мм кулеметів «Тип 2»
- Бомбове навантаження: до 800 кг бомб